# Óli Johannesen
Óli Johannesen (* 6. května 1972, Tvøroyri) je faerský fotbalový obránce a bývalý reprezentant, od roku 2002 hráč klubu TB Tvøroyri. Hraje na postu stopera (středního obránce).

## Klubová kariéra
Johannesen působil během své kariéry ve faerských klubech TB Tvøroyri, B36 Tórshavn a dánských Aarhus GF a Hvidovre IF.

## Reprezentační kariéra
Byl členem faerské mládežnické fotbalové reprezentace U21 v roce 1992.
V A-mužstvu Faerských ostrovů debutoval 5. 8. 1992 v přátelském utkání v Toftiru proti reprezentaci Izraele (remíza 1:1). Celkem odehrál v letech 1992–2007 za faerský národní tým 83 zápasů a vstřelil 1 branku.